# Spolas hawaiiensis
Spolas hawaiiensis là một loài tò vò trong họ Ichneumonidae.